# Teun Mulder
Teunis (Teun) Mulder (Zuuk (gemeente Epe), 18 juni 1981) is een Nederlands baanwielrenner, die in 2004, 2008 en 2012 deelnam aan de Olympische Spelen in Athene, Beijing en Londen.
Mulder beoefent de onderdelen 1 km-tijdrit, sprint, keirin en de teamsprint. Op de keirin werd hij in 2005 wereldkampioen. Bij de teamsprint won hij zilver samen met Theo Bos en Tim Veldt. In 2007 werd hij in Alkmaar Europees kampioen op het sprintomnium.
Op het WK in Manchester van 2008 veroverde hij goud op het onderdeel 1 km-tijdrit, zilver op het onderdeel keirin en brons op de teamsprint samen met Theo Bos en Tim Veldt. Op 26 maart 2010 werd Mulder in Kopenhagen wereldkampioen op het onderdeel 1 km-tijdrit.
Met de prestaties op de wereldbekerwedstrijden en het WK 2008 kwalificeerde Mulder zich op de onderdelen teamsprint, keirin en sprint voor de Olympische Zomerspelen in Peking. In 2012 deed hij mee aan de Olympische Spelen in Londen en won daar de bronzen medaille op het onderdeel keirin.
In september 2013 maakte Mulder bekend van het individueel wielrennen op de baan over te stappen naar het baanwielrennen op de tandem. Mulder deed in 2016 mee aan de Paralympische Spelen. Hij was op de 1 km-tijdrit de piloot van de visueel beperkte Tristan Bangma. Zij wonnen de gouden medaille.

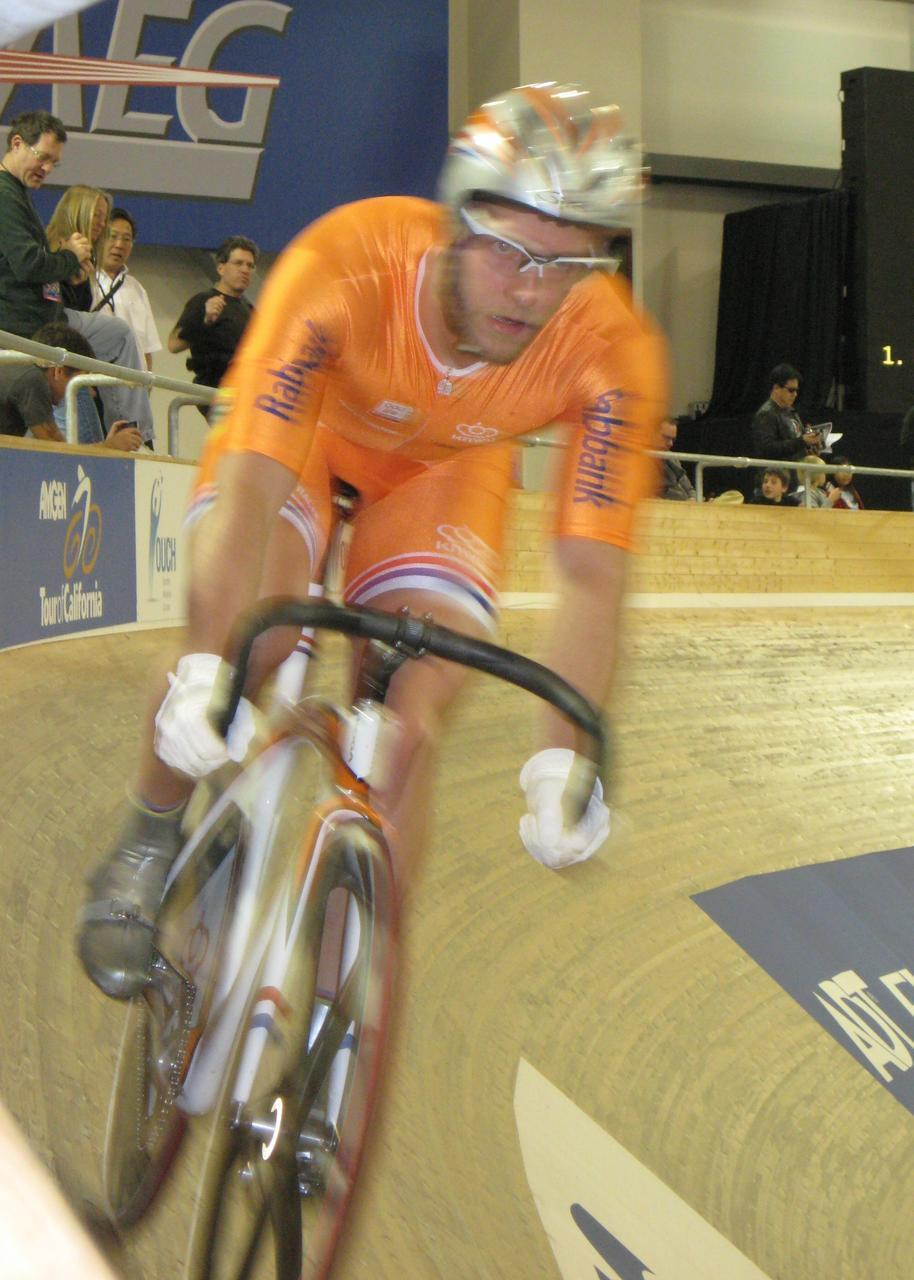
Teun Mulder, World Cup Los Angeles 2008

## Palmares
| Jaar | NK                  | EK            | WK                                        | Overig                                         |
| ---- | ------------------- | ------------- | ----------------------------------------- | ---------------------------------------------- |
| 2000 | Omnium, 1KM         |               |                                           |                                                |
| 2001 | Keirin, 1KM         |               |                                           |                                                |
| 2002 | 1KM, Keirin, Sprint |               |                                           |                                                |
| 2003 |                     |               |                                           |                                                |
| 2004 | 1KM, Keirin, Sprint |               |                                           | Ploegsprint Athene                             |
| 2005 | Sprint, 1KM         | sprint omnium | Keirin, Ploegsprint                       | WB Los Angeles: Keirin, Ploegsprint            |
| 2006 | Keirin Sprint       |               |                                           | WB Sydney: Ploegsprint                         |
| 2007 | Keirin Sprint       | sprint omnium |                                           | WB Peking: Ploegsprint                         |
| 2008 | 1KM, Sprint         |               | 1KM, Keirin, Ploegsprint                  | Enkhuizen                                      |
| 2009 | Sprint              |               | Keirin                                    |                                                |
| 2010 |                     |               | 1KM                                       |                                                |
| 2011 | 1KM, Sprint         |               | 1KM Keirin                                |                                                |
| 2012 |                     |               |                                           | OS Keirin                                      |
| 2013 |                     |               |                                           |                                                |
| 2014 |                     |               |                                           |                                                |
| 2015 | Teamsprint          |               | wk para-cycling 1KM tandem, sprint tandem |                                                |
| 2016 | Teamsprint          |               | wk para-cycling 1KM tandem, sprint tandem | Paralympische Spelen in Rio de Janeiro: tandem |